# Zootaxa
Zootaxa est une revue scientifique à comité de lecture consacrée à la taxinomie animale, fondée par Zhi-Qiang Zhang. Publiée en versions papier et numérique plusieurs fois par semaine, elle est éditée par Magnolia Press (Auckland, Nouvelle-Zélande) depuis 2001.
Selon les données de l'éditeur, plus de 26 300 nouveaux taxons ont été publiés par la revue entre sa création et 2012.